# Valérie Belin
Valérie Belin es una fotógrafa francesa nacida el 3 de febrero de 1964 en Boulogne-Billancourt.
En su obra, revisita el tema clásico de la naturaleza muerta y de las vanidades.
Durante la exposición Apuestas Foto 2007, estuvo presentada su colección antigua de retratos de africanas impasibles, fichadas en el metro y en la calle y transformadas en estatuas alteradas (Brancolini Grimaldi Arte Contemporanea).
Valérie fue laureada con el Premio HSBC para la fotografía 2000, del Premio Altadis 2000/2001 y del premio « El Automóvil y el Arte » del Automovilístico Club de Francia 2011.
En 2017, es condecorada con la medalla de la Orden de las Artes y las Letras francesa.

## Obra
- seria Maniquíes n°4, 2003.
- Vintage Cars, 2008
- seria Still life, 2014 - Premios Pictet 2015[8]

## Exposiciones
- Casa europea de la fotografía (9 de abril - 8 de junio de 2008)
- Las imágenes intranquilles, Galería de arte gráfico - Centro Pompidou (París), del 24 de junio de 2015 - 14 de septiembre de 2015